# Christian Edward Detmold
Christian Edward Detmold (* 2. Februar 1810 in Hannover; † 2. Juli 1887 in New York City) war ein deutsch-amerikanischer Ingenieur.
Detmold absolvierte die Militärakademie in  Hannover und kam 1826 nach New York. Er wollte zunächst in die brasilianische Armee eintreten, entschied sich jedoch für die Ingenieurslaufbahn in den USA. 1833/34 war er für das amerikanische Kriegsministerium tätig und führte zeitweilig die Bauaufsicht bei der Errichtung von Fort Sumter. Von 1845 bis 1852 war er in der Eisenindustrie tätig und führte dann als leitender Ingenieur die Bauaufsicht bei der Errichtung des New York Crystal Palace. Nach einigen Reisejahren in Europa wurde er Präsident der New Jersey Zinc Company.
In fortgeschrittenen Jahren lebte Detmold großteils in Paris. Er betätigte sich als Kunstsammler und publizierte 1882 eine englische Übersetzung der hauptsächlichen Schriften von Niccolò Machiavelli in 4 Bänden. 1885 kehrte er nach New York zurück. Sein Bruder William Ludwig Detmold (1808–1894) war ein bekannter Chirurg, der die orthopädische Chirurgie in den USA einführte.